# Morellia calisia
Morellia calisia är en tvåvingeart som först beskrevs av Walker 1849.  Morellia calisia ingår i släktet Morellia och familjen husflugor. Inga underarter finns listade i Catalogue of Life.